# Nikołaj Iłkow
Nikołaj Iłkow (buł. Николай Илков, ur. 21 lutego 1955) – bułgarski kajakarz, kanadyjkarz. Brązowy medalista olimpijski z Moskwy.
Zawody w 1980 były jego jedynymi igrzyskami olimpijskimi. Pod nieobecność sportowców z części krajów tzw. Zachodu, zajął trzecie miejsce w kanadyjkowej dwójce na dystansie 500 metrów. Partnerował mu Borisław Ananiew.